# Countess Vaughn
Countess Danielle Vaughn (* 8. August 1978 in Idabel, Oklahoma, Vereinigte Staaten) ist eine US-amerikanische Schauspielerin und Sängerin. Sie ist vor allem als Kimberly Ann Parker in den Sitcoms Moesha und Die Parkers bekannt.

## Leben
Vaughn begann bereits als Kleinkind im Chor der örtlichen Kirche mitzusingen. 1988 mit neun Jahren trat sie dann mit dem Jackson 5-Titel "I'll Be There" bei Star Search an und gewann. Im selben Jahr startete Vaughn ihre Schauspielkarriere als Alexandria DeWitt in der NBC-Sitcom 227, gefolgt von Gastauftritten und Nebenrollen in weiteren TV-Serien wie Thea, Echt super, Mr. Cooper und Roc. Des Weiteren absolvierte Vaughn diverse Talkshow-Auftritte und wirkte im Musica Mama, I Want To Sing! mit. 1992 veröffentlichte Vaughn im Alter von 14 Jahren ihr Debütalbum Countess. Das Album floppte und schaffte den Einstieg in keine der zahlreichen US-amerikanischen Billboard-Musikalben-Charts.
Ihre bis dato größte Rolle erhielt sie 1996 in Moesha, wo sie neben R&B-Sängerin und Schauspielerin Brandy für vier Staffeln die Hauptrolle einnahm. 1998 erhielt sie dafür einen Image Award als Beste Nebendarstellerin in einer Comedy-Serie für die Verkörperung der Rolle Kimberly Ann Parker. 1999 machte Vaughn ihr Spielfilmdebüt in der Komödie Trippen. Im selben Jahr erhielt Vaughn ihr eigene Spin-off-Serie zu Moesha namens Die Parkers. Auch in dieser Serie spielte sie weiterhin Kim Parker, diesmal an der Seite der Oscar-Preisträgerin Mo’Nique, welche ihre Mutter mimte. Die Serie wurde in vier Staffeln bis 2004 ausgestrahlt. 2006 hatte sie eine Sprechrolle in den TV-Filmen der Wayans-Brüder Thugaboo und Thugaboo 2.

## Filmografie

### Spielfilme
- 1999: Trippin'
- 2001: Max Keebles großer Plan (Max Keeble's Big Move)
- 2006: Thugaboo (Thugaboo: Sneaker Madness)
- 2006: Thugaboo 2 (Thugaboo: A Miracle on D-Roc's Street)

### Fernsehserien
Hauptrolle
- 1988–1989: 227 (13 Folgen)
- 1996–1999: Moesha (83 Folgen)
- 1999–2004: Die Parkers (111 Folgen)

Nebenrolle
- 1992–1993: Echt super, Mr. Cooper (3 Folgen)
- 1993–1994: Roc (2 Folgen)
- 1996–1997: Die Dschungelbuch-Kids (3 Folgen)

Gastrolle
- 1992: Fievel's American Tails (1 Folge)
- 1993: Thea (1 Folge)
- 1996: Fast Perfekt (1 Folge)
- 1997: Goode Behavior (1 Folge)
- 2003: MadTV (1 Folge)
- 2006: Cuts (1 Folge)

### Reality-TV
- 2006: Celebrity Fit Club
- 2007: Celebrity Rap Superstar